# Marisa Tomei
Marisa Tomei (New York, 4 dicembre 1964) è un'attrice statunitense.
È una nota attrice, apparsa in numerosi film, spesso commedie. Tra i suoi film più noti ci sono Mio cugino Vincenzo (1992), per cui vinse l'Oscar alla miglior attrice non protagonista, Cronisti d'assalto (1994), What Women Want (2000), In the Bedroom (2001), Terapia d'urto (2003), Onora il padre e la madre (2007), The Wrestler (2008), The Lincoln Lawyer (2011), Crazy, Stupid, Love (2011), La grande scommessa (2015).
Inoltre ha interpretato il ruolo di May Parker, zia di Peter Parker, nel Marvel Cinematic Universe.

## Biografia
Nasce a Brooklyn, borough di New York, nel 1964, primogenita dei due figli di Gary A. Tomei, un avvocato, e di Adelaide "Addie" Bianchi, un'insegnante d'inglese, entrambi di origini italiane. I nonni paterni dell'attrice, Romeo Tomei e Rita Calvosa, erano originari rispettivamente di Lucca e della Calabria; il nonno materno, Armando Bianchi, era un livornese, figlio a sua volta di Francesco Leopoldo Bianchi, originario di Cecina (in provincia di Livorno), e di Adelaide Angiola Canovaro, originaria di Rio nell'Elba (sull'isola d'Elba, in provincia di Livorno), mentre la sua nonna materna, Maria D'Ignoti, era originaria di Messina. Si trasferisce a Manhattan con i genitori dopo la nascita di suo fratello minore, Adam. Qui Marisa unisce agli studi scolastici (inizialmente alla Boston University e poi alla New York University) quelli artistici (danza, teatro e recitazione). Notata da alcuni dirigenti televisivi, nel 1983 prende parte alla soap opera Così gira il mondo.

## Carriera
Il suo esordio nel mondo del cinema avviene nel 1984 con Flamingo Kid, in cui pronuncia una sola battuta ("Sei ubriaco!") che comunque basta per farla entrare nella sitcom Tutti al college (1987, serie trasmessa in Italia col titolo Denise). Torna sul grande schermo nel 1991 con Zandalee per poi offrire una prova memorabile nel ruolo di Mona Lisa Vito in Mio cugino Vincenzo, film del 1992 per cui vince l'Oscar come migliore attrice non protagonista e, l'anno successivo, un MTV Movie Award alla miglior performance rivelazione. Madrina dell'attrice Zoë Kravitz, figlia del cantante Lenny Kravitz e dell'attrice Lisa Bonet, con cui ha lavorato nella serie Tutti al college, per molti anni, soprattutto dall'uscita del film Mio cugino Vincenzo fino alla fine degli anni novanta, è spesso impiegata dai registi come caratterista, per via del suo marcato accento newyorkese.
Successivamente lavora molto a teatro, anche nelle commedie Off-Broadway, e per tre anni risiede al Greenwich Village. Torna al cinema con un ruolo da protagonista nel 1993 con Qualcuno da amare, subito seguito da Cronisti d'assalto di Ron Howard (1994) e nel romantico Only You - Amore a prima vista dello stesso anno. Dopo il film di denuncia Benvenuti a Sarajevo (1997, sull'ignavia dell'ONU durante la crisi jugoslava) si mette in luce con due ruoli sostanzialmente comici in L'altra faccia di Beverly Hills (1998) ed in What Women Want - Quello che le donne vogliono (2000).
Nel 2001 riceve una seconda candidatura all'Oscar come migliore attrice non protagonista, con In the Bedroom, mentre nel 2003 è protagonista della tragedia teatrale Salomè e doppiatrice di qualche puntata di I Simpson, senza comunque interrompere la sua carriera ad Hollywood. Nel 2007 recita per Sidney Lumet in Onora il padre e la madre, ruolo che le frutta la sua prima candidatura agli Independent Spirit Awards. Nel 2009, grazie a The Wrestler, ottiene la sua terza candidatura all'Oscar, sempre come migliore attrice non protagonista. Nel 2015 viene scelta per interpretare May Reilly nei film del Marvel Cinematic Universe, compresi i film Spider-Man: Homecoming (2017), Spider-Man: Far from Home (2019) e Spider-Man: No Way Home (2021).

## Filmografia

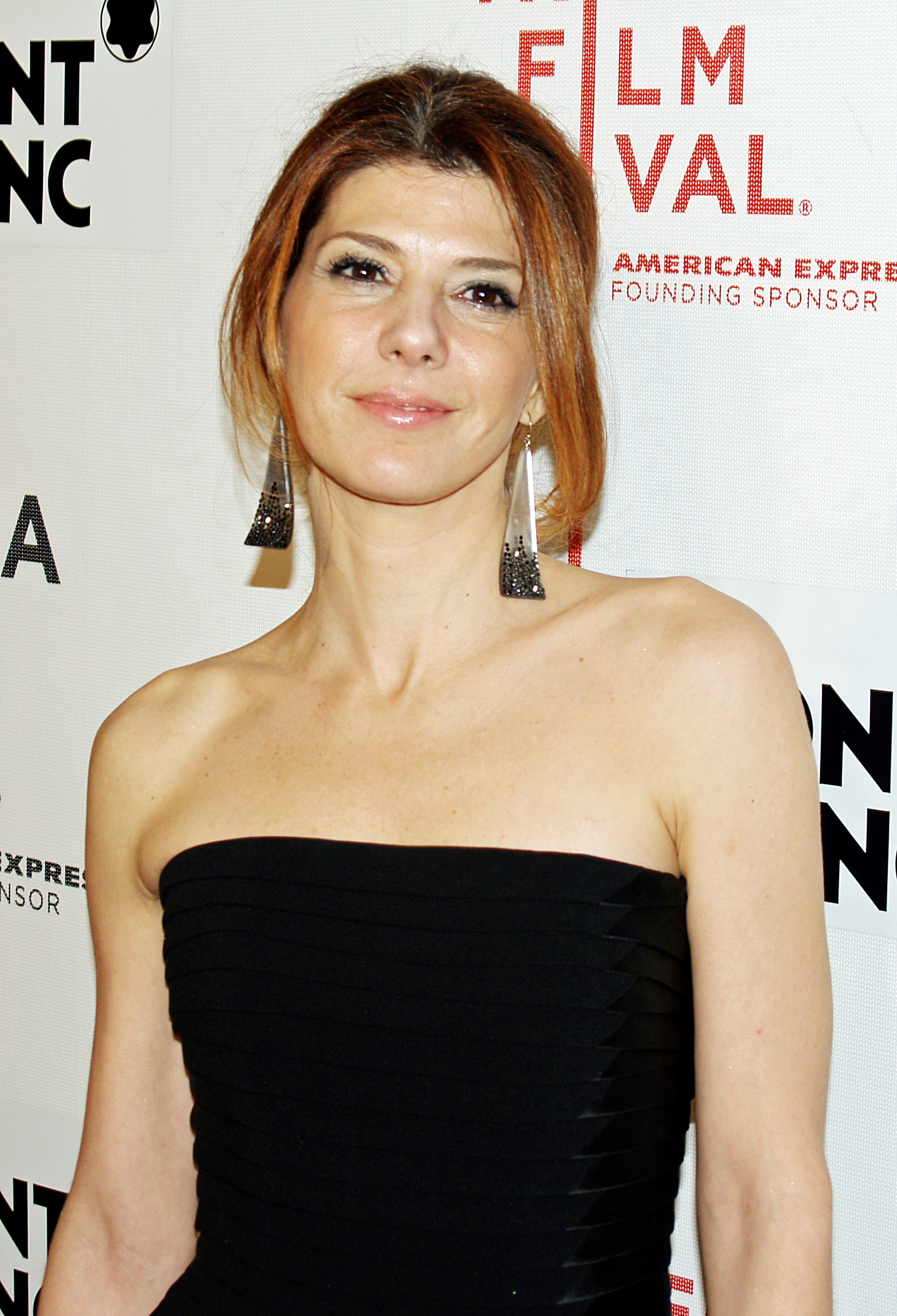
Marisa Tomei al Tribeca Film Festival per la prima di War, Inc. (2008)

### Attrice

#### Cinema
- The Toxic Avenger, regia di Lloyd Kaufman e Michael Herz (1984)
- Flamingo Kid (The Flamingo Kid), regia di Garry Marshall (1984)
- Rock Hotel Majestic (Playing for Keeps), regia di Bob Weinstein e Harvey Weinstein (1986)
- Oscar - Un fidanzato per due figlie (Oscar), regia di John Landis (1991)
- Zandalee, regia di Sam Pillsbury (1991)
- Mio cugino Vincenzo (My Cousin Vinny), regia di Jonathan Lynn (1992)
- Charlot (Chaplin), regia di Richard Attenborough (1992)
- Qualcuno da amare (Untamed Heart), regia di Tony Bill (1993)
- Equinox, regia di Alan Rudolph (1993)
- Cronisti d'assalto (The Paper), regia di Ron Howard (1994)
- Only You - Amore a prima vista (Only You), regia di Norman Jewison (1994)
- La famiglia Perez (The Perez Family), regia di Mira Nair (1995)
- Four Rooms, regia di Allison Anders, Quentin Tarantino, Robert Rodriguez e Alexandre Rockwell (1995)
- Una donna molto speciale (Unhook the Stars), regia di Nick Cassavetes (1996)
- A Brother's Kiss (1997)
- Benvenuti a Sarajevo (Welcome to Sarajevo), regia di Michael Winterbottom (1997)
- L'altra faccia di Beverly Hills (Slums of Beverly Hills), regia di Tamara Jenkins (1998)
- Dirk and Betty (1999)
- Happy Accidents, regia di Brad Anderson (2000)
- The Watcher, regia di Joe Charbanic (2000)
- King of the Jungle (2000)
- What Women Want - Quello che le donne vogliono (What Women Want), regia di Nancy Meyers (2000)
- In the Bedroom, regia di Todd Field (2001)
- Qualcuno come te (Someone Like You...), regia di Tony Goldwyn (2001)
- Just a Kiss (2002)
- Il guru (The Guru), regia di Daisy von Scherler Mayer (2002)
- Terapia d'urto (Anger Management), regia di Peter Segal (2003)
- Alfie, regia di Charles Shyer (2004)
- Loverboy, regia di Kevin Bacon (2005)
- Ballroom dancing (Marilyn Hotchkiss' Ballroom Dancing and Charm School), regia di Randall Miller (2005)
- Factotum, regia di Bent Hamer (2005)
- Danika, regia di Ariel Vromer (2006)
- Svalvolati on the road (Wild Hogs), regia di Walt Becker (2007)
- Onora il padre e la madre (Before the Devil Knows You're Dead), regia di Sidney Lumet (2007)
- War, Inc., regia di Joshua Seftel (2008)
- The Wrestler, regia di Darren Aronofsky (2008)
- Cyrus, regia di Jay Duplass e Mark Duplass (2010)
- The Lincoln Lawyer, regia di Brad Furman (2011)
- Crazy, Stupid, Love, regia di Glenn Ficarra e John Requa (2011)
- Le idi di marzo (The Ides of March), regia di George Clooney (2011)
- Intrigo a Damasco (Inescapable), regia di Ruba Nadda (2012)
- Parental Guidance, regia di Andy Fickman (2012)
- Intrigo a Damasco regia di Ruba Nadda (2013)
- I toni dell'amore - Love Is Strange (Love Is Strange), regia di Ira Sachs (2014)
- Professore per amore (The Rewrite), regia di Marc Lawrence (2014)
- Un disastro di ragazza (Trainwreck), regia di Judd Apatow (2015)
- La grande scommessa (The Big Short), regia di Adam McKay (2015)
- Natale all'improvviso (Love the Coopers), regia di Jessie Nelson (2015)
- Captain America: Civil War, regia di Anthony e Joe Russo (2016)
- Spider-Man: Homecoming, regia di Jon Watts (2017)
- Laboratory Conditions, regia di Jocelyn Stama - cortometraggio (2017)
- La prima notte del giudizio (The First Purge), regia di Gerard McMurray (2018)
- Avengers: Endgame, regia di Anthony e Joe Russo (2019) - cameo
- Frankie, regia di Ira Sachs (2019)
- Spider-Man: Far from Home, regia di Jon Watts (2019)
- Il capitale umano - Human Capital (Human Capital), regia di Marc Meyers (2019)
- Il re di Staten Island (The King of Staten Island), regia di Judd Apatow (2020)
- Sweet Girl, regia di Brian Andrew Mendoza (2021)
- Spider-Man: No Way Home, regia di Jon Watts (2021)
- Laboratory Conditions, regia di Jocelyn Stamat (2022)
- E all'improvviso arriva l'amore (She Came to Me), regia di Rebecca Miller (2023)
- Upgraded - Amore, arte e bugie (Upgraded), regia di Carlson Young (2024)
- Brothers, regia di Max Barbakow (2024)

#### Televisione
- Così gira il mondo (As the World Turns) - soap opera, 2 puntate (1984)
- Tutti al college (A Different World) - serie TV (1987-1988)
- Parker Kane (1990) - Film TV
- Seinfeld - serie TV, episodi 7x14-7x15 (1996)
- My Own Country (1998) - Film TV
- Da quando te ne sei andato (Since You've Been Gone), regia di David Schwimmer (1998) - Film TV
- Only Love, regia di John Erman - Film TV (1998)
- Rescue Me - serie TV,  episodi 3x06-3x07-3x08-3x09 (2006)
- Empire – serie TV, episodi 2x04-2x07-2x08-2x10 (2015)
- The Handmaid's Tale - serie TV, 1 episodio 2x02 (2018)

### Doppiatrice
- La famiglia della giungla (The Wild Thornberrys Movie), regia di Cathy Malkasian e Jeff McGrath (2002)

## Teatrografia (parziale)
- La rosa tatuata di Tennessee Williams, regia di Irene Lewis. Williamstown Theatre Festival di Williamstown (1989)
- La commedia degli errori di William Shakespeare, regia di Caca Roberts. Delacorte Theatre dell'Off-Broadway (1992)
- Slavs! di Tony Kushner, regia di Lisa Peterson. New York Theatre Workshop dell'Off-Broadway (1994)
- Wait Until Dark di Frederick Knott, regia di Leonard Foglia. Brooks Atkinson Theatre di Broadway (1998)
- Salomè di Oscar Wilde, regia di Estelle Parsons. Ethel Barrymore Theatre di Broadway (2003)
- Top Girls di Caryl Churchill, regia di James Macdonald. Biltmore Theatre di Broadway (2008)
- The Realistic Jones di Will Eno, regia di Sam Gold. Lyceum Theatre di Broadway (2014)
- La rosa tatuata di Tennessee Williams, regia di Trip Cullman. American Airlines Theatre di Broadway (2019)

## Riconoscimenti
- Premio Oscar
  - 1993 – Migliore attrice non protagonista per Mio cugino Vincenzo
  - 2002 – Candidatura alla migliore attrice non protagonista per In the Bedroom
  - 2009 – Candidatura alla migliore attrice non protagonista per The Wrestler
- Golden Globe
  - 2002 – Candidatura alla migliore attrice non protagonista per In the Bedroom
  - 2009 – Candidatura alla migliore attrice non protagonista per The Wrestler
- Premi BAFTA
  - 2009 – Candidatura alla migliore attrice non protagonista per The Wrestler
- Screen Actors Guild Award
  - 1997 – Candidatura alla migliore attrice non protagonista per Una donna molto speciale
  - 2002 – Candidatura al miglior cast per In the Bedroom
  - 2016 – Candidatura al miglior cast per La grande scommessa

## Doppiatrici italiane
Nelle versioni in italiano delle opere in cui ha recitato, Marisa Tomei è stata doppiata da:
- Barbara De Bortoli in Loverboy, Svalvolati on the road, War, Inc., The Lincoln Lawyer, Un disastro di ragazza, Natale all'improvviso, Captain America: Civil War, Spider-Man: Homecoming, The Handmaid's Tale, La prima notte del giudizio, Spider-Man: Far from Home, Il capitale umano - Human Capital, Spider-Man: No Way Home, E all'improvviso arriva l'amore, Upgraded - Amore, arte e bugie, Brothers
- Tiziana Avarista in What Women Want - Quello che le donne vogliono, Terapia d'urto, Onora il padre e la madre, Crazy, Stupid, Love, I toni dell'amore - Love is Strange, La grande scommessa
- Francesca Guadagno in Così gira il mondo, Qualcuno da amare, L'altra faccia di Beverly Hills, Un solo amore, In the Bedroom
- Ida Sansone in Oscar - Un fidanzato per due figlie, Parental Guidance
- Silvia Tognoloni in Equinox, Qualcuno come te
- Emanuela Rossi in Cronisti d'assalto, The Wrestler
- Eleonora De Angelis ne La famiglia Perez, Alfie
- Chiara Colizzi in Factotum, Il re di Staten Island
- Loredana Nicosia in Mio cugino Vincenzo
- Cristina Noci in Charlot
- Georgia Lepore in Only You - Amore a prima vista
- Gabriella Borri in Una donna molto speciale
- Laura Boccanera in Benvenuti a Sarajevo
- Emanuela Baroni in The Watcher
- Giuppy Izzo in Il guru
- Alessandra Korompay in Ballroom Dancing
- Claudia Catani in Cyrus
- Cristiana Lionello in Le idi di marzo
- Ilaria Stagni in Professore per amore

Da doppiatrice è sostituita da:
- Antonella Alessandro ne I Simpson
- Francesca Fiorentini ne La famiglia della giungla